# Флаг муниципального округа Нижняя Салда
Флаг городского округа Ни́жняя Салда́ является официальным символом, составленным и употребляемым в соответствии с правилами вексиллологии и отражают исторические, культурные, социально-экономические, национальные и иные местные традиции муниципального образования Городской округ Нижняя Салда Свердловской области Российской Федерации.
Флаг утверждён 24 апреля 2003 года как флаг муниципального образования «Город Нижняя Салда» (после муниципальной реформы — «Городской округ Нижняя Салда») и внесён в Государственный геральдический регистр Российской Федерации с присвоением регистрационного номера 1234.
18 марта 2010 года, решением думы городского округа Нижняя Салда № 35/3, пункт 3 решения думы муниципального образования от 24 апреля 2003 года № 90/2 «О символике (гербе и флаге) муниципального образования город Нижняя Салда» был признан утратившим силу и было утверждено положение о флаге городского округа в новой редакции. Рисунок и описание флага остались без изменения.

## Описание
«Прямоугольное полотнище синего цвета с соотношением сторон 2:3, на котором воспроизведены фигуры городского герба, выполненные белым, чёрным и жёлтыми цветами. Вдоль нижнего края полотнища на расстоянии 1/10 его ширины расположена жёлтая полоса в виде восьми квадратов, соединённых чертой с наибольшей шириной также 1/10 от ширины полотнища. Обратная сторона зеркально воспроизводит лицевую».

## Обоснование символики
Противозубчатый пояс призван символизировать производство рельс и железнодорожной крепи, послуживших развитию города в прошлом, и уникальное (крепь) для России в настоящем.
Горностай — знак чистоты окрестных лесов, а чёрный кончик хвоста напоминает об углежоговом промысле, давшем толчок к развитию всего региона в целом.
Лоза в лапах зверя — напоминание о роли заводчиков Демидовых.
Комета призвана служить знаком научной деятельности и разработок в области космической техники.